# Quintetto Chigiano
Il Quintetto Chigiano è stato un ensemble da camera italiano, attivo dal 1939 al 1966. Successivamente l'ensemble si ricostituì in una nuova formazione, dando origine al Sestetto Chigiano d'Archi. Ad oggi rimane uno dei pochi quintetti con pianoforte stabili nella storia.

## Formazione
La formazione con cui il Quintetto Chigiano crebbe a fama mondiale fu la seguente:
- Violino I: Riccardo Brengola (1917-2004)
- Violino II: Mario Benvenuti (1915-1995)
- Viola: Giovanni Leone (...-...)
- Violoncello: Lino Filippini (...-...)
- Pianoforte: Sergio Lorenzi (1914-1974).

## Storia
Il Quintetto Chigiano venne fondato a Siena nel 1939 in seno ai corsi dell'Accademia Musicale Chigiana, su iniziativa del conte Guido Chigi-Saracini. Il conte contribuì in prima persona allo sviluppo delle attività del quintetto, mettendo tra l'altro a disposizione dei musicisti un quartetto di strumenti ad arco tra i migliori della sua collezione privata: un violino Camillo Camilli, un violino Guadagnini, una viola Amati e un violoncello Stradivari.
La formazione vide inizialmente la partecipazione come secondo violino di Ferruccio Scaglia, che tuttavia abbandonò il gruppo dopo pochi mesi per intraprendere la carriera di direttore d'orchestra. Per sostituire Scaglia venne chiamato fin da subito Mario Benvenuti, che rimase fino al 1955, partecipando quindi a tutte le registrazioni discografiche e alla maggior parte della carriera del Quintetto Chigiano. Gli succedette, fino al 1960, Angelo Stefanato (1926-2014) e poi ancora Arnaldo Apostoli.
Il quintetto ebbe una fortunata carriera concertistica internazionale, con concerti in tutta Europa, negli Stati Uniti, in America, Canada e Sudafrica.
Ebbe nel suo repertorio i capisaldi della letteratura per quintetto con pianoforte, tra cui i quintetti di Brahms, Schumann, Dvorak, Shostakovich e Franck, che pubblicò inoltre in vari album per l'etichetta Decca Records. Si dedicò tuttavia anche alla riscoperta e alla valorizzazione di opere meno note: è il caso, ad esempio, dei quintetti di Boccherini, Bloch, Martinů, Riccardo Malipiero e Franco Margola.
Contribuì inoltre alla creazione di nuovo repertorio: fra le prime esecuzioni si ricordano la prima italiana del Quintetto per chitarra e archi di Mario Castelnuovo-Tedesco nel 1952 (con Andres Segovia alla chitarra e gli archi del Quintetto Chigiano), la prima italiana del Quintetto n. 2 di Bloch, la prima assoluta del Concerto per quintetto con pianoforte e orchestra di Giulio Viozzi nel 1959 (con l'Orchestra del Maggio Musicale Fiorentino e Peter Maag) e la prima assoluta del Quintetto per pianoforte e archi op. 29 di Alberto Ginastera nel 1963.
Per suonare Mozart, autore che non scrisse quintetti per pianoforte archi, il Quintetto Chigiano si presentò talvolta all'interno dei suoi concerti anche in formazione di quartetto con pianoforte (Mozart fu autore infatti di due Quartetti per pianoforte e archi, KV 478 e KV 493).
Nel 1966, dopo la morte del conte Chigi-Saracini, il quintetto tenne il suo ultimo concerto il 7 marzo e in seguito si trasformò nel Sestetto Chigiano d'Archi. La formazione, sempre con Brengola nel ruolo di primo violino, vide il ritorno di Benvenuti alla viola.

## Discografia
- 1950 – Dvořák: Quintetto per pianoforte e archi n. 2, op.81 (Decca LXT2519)
- 1950 – Franck: Quintetto per pianoforte e archi (Decca LXT2520)
- 1951 – Bloch: Quintetto per pianoforte e archi n. 1 (Decca LXT2626)
- 1952 – Brahms: Quintetto per pianoforte e archi, op.34 (Decca LXT2687)
- 1952 – Shostakovich: Quintetto per pianoforte e archi, op.57 (Decca LXT2749)
- 1954 – Boccherini: Quintetto con pianoforte op.posth. in La maggiore, Quintetto in Re minore (Decca LXT2841)
- 1955 – Castelnuovo-Tedesco: Quintetto per chitarra e archi - Andres Segovia/Brengola/Benvenuti/Leone/Filippini (Decca)[17]